# Dun Glen
Dun Glen (mais tarde Chafey) é uma cidade fantasma no condado de Pershing , estado do Nevada, nos Estados Unidos, a norte da comunidade de Mill City.  Achada em 1862, foi uma comunidade mineira de prata fundada uma comunidade dentro do Condado de Humboldt. 

## Dun Glenn
A vila de Dun Glen foi fundada em 1862 e a população chegou rapidamente aos 250 habitantes. O seu nome deve-se ao seu primeiro povoador  Angus Dunn. Nos inícios a cidade foi chamada de  Dunn Glen ou Dunglen. O seu posto de correios abriu em 18 de julho de 1865 e foi chamada de Dun Glen, e esteve a funcionar até 7 de abril de 1894.
Em 1863, o distrito mineiro de Sierra foi formado a 10 milhas (cerca de 16 quilómetros) a nordeste de Mill City, com  Dun Glen no seu centro financeiro. Em 1863 e entre 1865-1866, um pequeno exército esteve estacionado no Camp Dun Glen, dentro da vila para proteger os mineiros dos índios no início daSnake War.  Dun Glen  na década de 1860 foi uma das maiores vilas no norte do estado do Nevada. iDurantea década de 1870 havia ali três engenhos mineiros, mas por volta de 1880 a atividade mineira declinou e a população decresceu para apenas 50 pessoas, que viviam da pastorícia. Em 1894, a localidade estava quase deserta.

## Chafey
Todavia, uma nova febre da prata surgiu em 1908, resultante da criação de uma cidade maior, Chafey, com uma população de 1000 habitantes, maior que a antiga vila de Dun Glen.  Chafey deve o seu nome a E. S. Chafey, dono da mina de Chafey. A estação de correios de Chafey esteve em atividade entre 4 de agosto de 1908 e 4 de março de 1911, quando foi mudada para Dun Glen. Em 15 abril de 1913, a estação de correios encerrou, tendo os seus serviços sido transferidos para Mill City, quando as atividades mineiras cessaram e a população voltou a diminuir e a vila ficou novamente abandonada. 

## Vestígios
Pouco resta das velhas vilas, exceto umas poucas fundações de pedra e tanques, fundações de engenhos mineiros, um cemitério, resíduos de operações mineiras e vários edifícios.